# Буњиште
Буњиште је архаична реч у српском и хрватском језику која означава ђубриште, сметлиште, место за бацање смеђа, односно гомилу (органског отпада, гноја) на сеоском имању.

## Етимологија
Реч буњиште има корен у италијанској речи bugna: кош, кошарица ≃ bugno: кошница.
Остали облици речи могу бити буњак, буниште, бунак

## Буњиште у традицији и култури
| Цар од царах мене је спремио да облазим земљу свуколику, да уредбу видим како стоји: да се вуци не преједу меса; да овчица која не занесе своје руно у грм покрај пута; да подстрижем што је предугачко, да одлијем ђе је препунано; да прегледам у младежи зубе да се ружа у трн не изгуби, да не гине бисер у буниште |
| Петар II Петровић Његош: Горски вијенац (одломак из писма везира Селима) |

У Неготинској крајини неки делови свадбеног обреда везани су управо за буњиште. Симболични значај ових обредних обичаја спада у домен магије и религије. Бројне радње се чине у циљу увођења младе у домаћи култ, односно успостављање везе са прецима. Овде спада и давање млади малог детета на буњишту (у влашким селима). Огњиште, буњиште, кров и праг су, према тамошњем веровању, места где бораве душе умрлих. Ујутро после прве брачне ноћи млада прва устаје и помете куђу, смеђе покупи у кецељу и однесе на буњиште.
Буњиште се као мотив помиње и у многим народним бајкама и причама. Такође се јавља и у народним изрекама, пословицама и другим кратким формама, где често има позитивну конотацију:
- Он је с нашег буњишта - нашег је порекла[6]
- Роди ме мајко срећног, па ме баци на буњиште - говори се за људе који имају среће у животу[11]
- Надури се ко ћуран на буњишту - говори се за неког ко се дури без разлога[12]
- Налепши цвет никне на буњишту - српска народна пословица о лепом и драгом[13]
- Какви су родитељи на огњиште, онаква су ђеца на буњиште - црногорска народна пословица[14]
- Злато ни у буњиште лик не мијења - црногорска народна пословица[14]
- Два се петла побише на попово буњиште један рече иш, други рече ти да жмуриш - дечја разбрајалица[15]

Године 1975, на локалном аматерском такмичењу "Сусрети села" у селу Вражогрнци, 75-годишњи пољопривредник Стојан Пешић отпевао је стару, готово заборављену песму "Расле тикве на буњишту". За ову стару песму заинтересовли су се чланови жирија, па је Стојан, у дуету са 71-годишњим Чедом Кранчићем, снимио песму за дискографску кућу Југотон и она је две године касније, 1977, постала велики хит.